# محطة قطار الشفة
محطة الشفة هي محطة قطار جزائرية تقع بإقليم بلدية الشفا في ولاية البليدة .

## موقع في السكك الحديدية
تَقع المحطة على خط الجزائر-وهران ، بين محطتي البليدة وموزاية .

## خدمة الركاب

### خدمة
تخدم محطة شيفا قطارات شبكة السكك الحديدية الضواحي في الجزائر العاصمة والتي توفر رابط الجزائر - العفرون .

## أٌنظر أيضا

### مَقالات ذات صلة
- خط من الجزائر إلى وهران
- قائمة محطات القطارات في الجزائر
- شبكة السكك الحديدية الضواحي في الجزائر

### رَابط خارجي
- "SNTF". Société nationale des transports ferroviaires (SNTF). مؤرشف من الأصل في 2025-06-30..

قالب:Desserte gare/début
قالب:Desserte gare
قالب:Desserte gare/fin